# Phonofilm

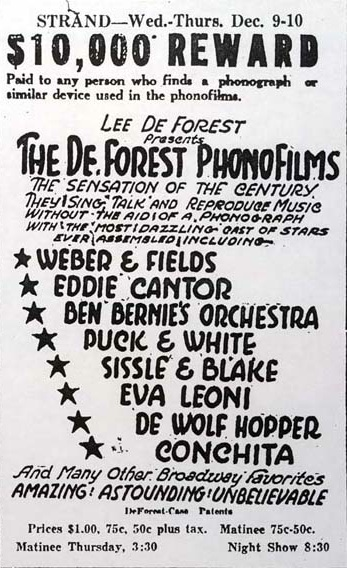
Anuncio en un periódico sobre los cortometrajes producidos por DeForest y su phonofilm en el teatro Strand en Bioxi, Missisipi.

El phonofilm (fonofilm o cinefón) es un sistema que permite inscribir el sonido en la misma película en la que se encuentra la imagen, convirtiéndose en uno de los primeros aparatos del proceso de sonorización de las películas. Creado y patentado por el norteamericano Lee de Forest en 1920 (Aunque su proceso data de 1919-20), tras tomar la idea de los inventores alemanes Josef Engi, Hans Vogt y Joseph Massole (Tri-Ergon). Este fue el primer intento dentro del proceso de sonorización del cine, culminado con la Warner Vitaphone en 1927 con "El cantor de jazz". En el año 1923 Lee de Forest mostró su invento a la prensa.
Hasta el momento de su creación numerosos inventores, entre los que se encontraba Edison, trataron de conseguir la simultaneidad de sonido e imagen al reproducir las películas. Pero les resultaba extremadamente difícil conseguirlo, por lo que durante años las películas fueron acompañadas de música en directo y diálogos escritos en la gran pantalla a modo de guías. Simultáneamente a la invención de De Forest, los alemanes Josef Engi, Hans Vogt y Joseph Massole estaban investigando para la creación del Tri-Ergon, aparato que años después desbancaría al phonofilm.

## Lee de Forest

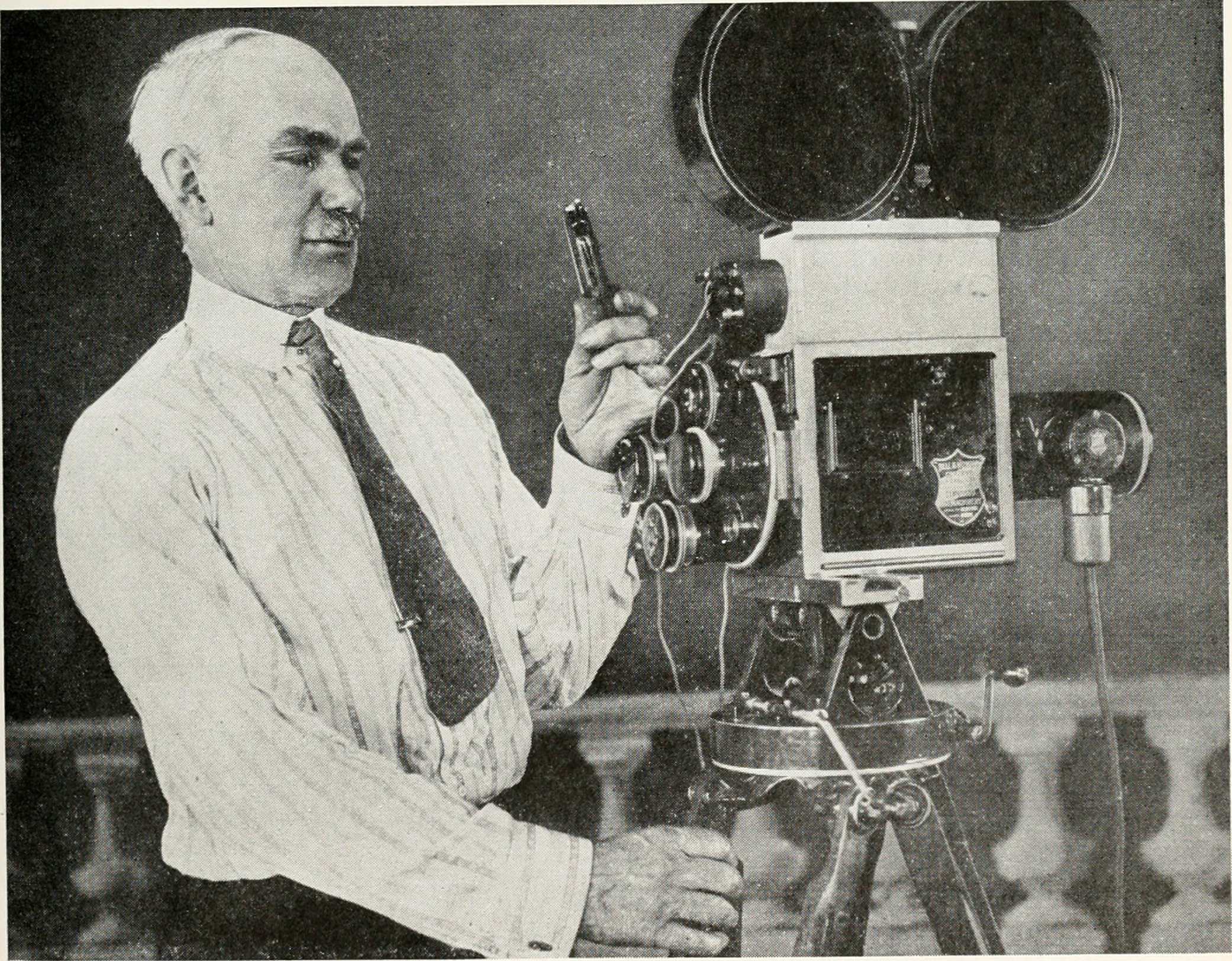
Lee de Forest

Lee de Forest (Iowa, 26 de agosto de 1873 - Hollywood, 30 de junio de 1961), originario de Estados Unidos, llegó a tener 300 patentes registradas, entre las cuales se encuentra la válvula de tres electrodos (Audión o triodo) y el primer dispositivo amplificador.
Sus aportaciones estaban mayoritariamente centradas en el campo radiofónico, siendo la más notable la del audión. El norteamericano llegó a adquirir renombre internacional en el campo de las ciencias dado el avance que supuso el invento del audión para la amplificación del sonido en radiodifusión. No obstante, también fue una de las figuras pioneras en el desarrollo del cine sonoro al patentar el phonofilm, basándose en la idea del Tri-Ergon. 
Pese a los numerosos inventos que de Forest patentó y al éxito obtenido con el audión, murió paupérrimo.

## Mecanismo
El invento de De Forest consistía en la sincronización del sonido y a imagen situando el sonido grabado directamente sobre la película en una banda sonora óptica. Unas luces parpadeantes representaban la frecuencia sonora y el volumen. Las líneas paralelas del sonido para con la imagen, fotográficamente registradas, eran grabadas en forma de ondas eléctricas por un micrófono, que traducía estas ondas a sonido al proyectarse la película.
El prototipado del phonofilm, o más bien, el objetivo de este aparato, fue utilizado para el proceso de sonorización de las películas a partir de los años 30, propiciando constantes avances e innovaciones como la calidad estéreo. La calidad del Phonofilm no podría igualar la fidelidad que ofrecían el Vitaphone, el RCA Photophone o el Fox Moviotone por lo que este mecanismo inicial, del que partían los primeros aparatos que ofrecían sonido paralelo a las imágenes, iría desapareciendo progresivamente del mercado. 
Finalmente, con la aparición del sonido digital en los 90 estos mecanismos serían desplazados.

## Historia
Las patentes de Lee de Forest están datadas en 1919 y 1920, pese a que patentes de características muy similares, de origen finlandés y alemán, aparecieran en 1914 y 1919.

El Phonofilm de Lee de Forest en el recinto de la Casa Blanca.

Concretamente el inventor alemán Eric Tigersted, al que se le concedería la patente datada el 28 de julio de 1914  (Patente número 309.536), mejoraría con los años el invento de De Forest. Se dice que de Forest, en un inicio, simplemente mejoró el invento de Tigersted, quien ya había proyectado una película con sonido sincrónico, Palabras e imágenes, ante una audiencia compuesta por científicos y dignatarios en 1914 en Berlín. Siguiendo esta línea, en esta pequeña guerra de patentes el Tri-Ergon, aparato en el que de Forest se inspiró y que acabaría desbancando al photofilm, sería patentado en 1919 por los inventores alemanes Josef Engi, Hans Vogt y Joseph Massole.

### Inspiración para la patente
DeForest llegó a Berlín en octubre de 1921 y vivió allí durante un año para reunirse con los creadores del Tri-Ergon, mecanismo que buscaba también el acompañamiento de las imágenes con un sonido simultáneo.
Además, pretendía investigar en Europa sobre los sistemas sonoros, ya que el cine alemán estaba avanzando muy rápidamente en esta cuestión. En esos momentos los inventores Josef Engl, Hans Vogt y Joseph Massolle ya estaban exhibiendo proyecciones de imágenes con sonido en el teatro Alhambra de Berlín. La sincronización de las voces era perfecta pero la calidad del tono requería mejoras. Este invento acabaría convirtiéndose en el principal competidor europeo de los sistemas de sonido estadounidenses. Hubo ciertas disputas en relación con quién, si de Forest o los inventores alemanes, tuvo la idea de yuxtaponer imagen y sonido en una misma película y por tanto, fue el inventor de estos aparatos.

### Primeras películas
A fin de atraer al público y a la industria de Hollywood, Lee de Forest realizó 18 cortometrajes experimentales con sonido sincrónico. Estas películas cortas buscaban probar y testar este nuevo sistema. En ellas se grababan actos de vodeviles, musicales, discursos políticos y cantos de ópera. Entre las personas filmadas en estas películas se incluían:
1. Músicos:
  - Noble Sissle y Eubie Blake.
  - Helen Fisher.
  - Borrah Minebitch.
  - La Chauve-Souris.
  - Eva Leoni.
  - Abbie Mitchell.
  - Narue Rappold.
2. Estrellas de Broadway
  - Helen Menken y Fannie Ward.
  - Charles Ross Taggart.
  - Concha Piquer.
3. Políticos
  - Calvin Coolidge va.
  - RobCrt La Follette.
  - Al Smith.
  - Franklin D. Roosevelt. (Convención nacional democrática de 1924: 25 de julio - 9 de julio)
4. Vaudevillianos.
  - Joe Weber y Lew Camps.
  - Eva Puck y Sammy Blanc.
  - Eddie Cantor.
  - Ben Bernie.
  - Oscar Llevant.
  - Phil Forner.
  - Frank McHugh.
  - Roy Smeck.

Coolidge se convertiría en el primer presidente americano en aparecer en una película sonora (11 de agosto de 1924 en La Casa Blanca).

### Primeras proyecciones
En abril de 1922 Lee de Forest anunciaría a la prensa que tenía un invento que permitía la unión de imagen y sonido de forma simultánea. Semanas después de esta primera presentación comenzaría a hacer demostraciones a grupos reducidos de gente. Durante los próximos años equiparía hasta 30 teatros alrededor del mundo con el sistema Phonofilm. Es importante destacar que de Forest no tenía demasiado presupuesto para la producción de películas y Hollywood no estaría interesado en invertir en esta patente. 
El 12 de marzo de 1923 De Forest hizo una presentación a la prensa del Phonofilm en el Teatro Rialto de Nueva York. Ante esta innovación el entonces director del teatro, Hugo Riesenfeld, afirmó que pese a que la invención podría llegar a ser popular por las novedades que aportaba, nunca llegaría a tener éxito dado el poder que tenía el cine mudo en esos momentos. Así mismo, la oficina de Will Hays fue citada por el New York Times estableciendo que los alumnos de cine de la escuela estaban muy seguros de que las películas sonoras nunca llegarían a tener más éxito que las mudas. Ante esto, Thomas Alva Edison, afirmó que el público sí aceptaría la llegada del sonoro.
De Forest hizo una segunda presentación el 12 de abril de 1923 del proceso e ingeniería del aparato en La Ingeniería de la Sociedad de la Construcción del Auditorio de 33 Oest 39 Street en NY.
El 15 de abril de 1923 se estrenaron 18 cortometrajes hechos con Phonofilm en el Teatro Rivoli de Broadway (Nueva York). Este espectáculo recibió numerosas críticas dada la introducción de esta nueva característica nunca vista hasta el momento.
Un crítico del The New York Times afirmó que el sonido de THE GAVIOTTE (1923) estaba cortado y mal reproducido. Se sorprendió de que: «Mientras uno podía oír los instrumentos siendo tocados para los bailarines, no podía escuchar los sonidos de una pisada. Aquí parecía como si los bailarines estuviesen actuando sobre zapatos de goma. También esperaba escuchar el sonido de las faldas de las mujeres al moverse, pero lo único que se escuchaban eran los instrumentos musicales». No obstante, también afirmó que los sonidos de THE SERENADE (1923) eran casi tan buenos como los de «una fotografía antigua».
Este espectáculo sería llevado por Lee de Forest a la carretera en 1925, ofreciendo y acercando el nuevo sistema de phonofilm al público general. 

### Éxito limitado
En 1922, cuando De Forest estaba contando a los representantes de la prensa neoyorquina sobre las maravillas que el phonofilm ofrecía, comenzó a correr el rumor de que la General Electric Company, fuertemente interesada en la radiofonía, estaba también desarrollando un aparato para introducir sonido a la imagen. 
Paralelamente, en Schenectady, el científico Irving Langmuir también estaba trabajando en la creación de amplificadores con el mismo objetivo, y la compañía Dr. C. A. Hoxie había creado un aparato llamado Pallofotófono, utilizando el principio desarrollado por Alexander Graham Bell años antes, buscando reproducir imagen y sonido simultáneamente. 
La película que finalmente conseguiría introducir al público hacia el cine sonoro sería El cantor de Jazz (1927) y utilizaría el sistema de Warner Vitaphone. Este mecanismo consistía en un fonógrafo conectado al proyector y reproducido por los altavoces de las salas de cine/teatro. La aparición del sonido en esta película provocó el inicio de la transición del cine mudo al cine sonoro.
El éxito del phonofilm fue limitado y solo se utilizó en algunos largometrajes de Hollywood como La Caravana de Oregón (1923) de James Cruze. Los grandes estudios de Hollywood decidieron comprar las patentes de otros sistemas, como el Tri-Ergon o el invento patentado por Theodor Case (un antiguo colaborador en la creación del Phonofilm que se distanció del proyecto debido a una pelea). 
Una vez el sonoro se asentó definitivamente en Hollywood el phonofilm cayó en el olvido y lo único que quedó de este invento fue la idea de utilizar artistas de Broadway y Vodeviles para protagonizar las películas y números. El hecho de que Hollywood no tuviese especial interés en comprar su patente hizo que De Forest solo pudiese presentar sus películas en pequeños locales independientes, dado el poder que ejercía esta industria sobre los cines de asistencia masiva. Esto unido a la brevedad de sus películas justifican en cierta manera el fracaso de su proyecto.

## Llegada a España
El invento no tuvo el éxito esperado en Estados Unidos, principalmente debido a que las productoras con más ingresos y capacidad económica comenzaron a patentar otros modelos basados en el mismo principio que el phonofilm. Por ese motivo Lee de Forest consideró que los mercados más "vírgenes", como los de habla hispana, eran los más adecuados para introducir su nuevo invento. Por tanto, cuando se llevó a cabo la primera exhibición de este en Madrid (7 de febrero de 1927) ya se había mostrado en México y Cuba.
Para conseguir difusión de este invento le servía el aval de su propio nombre así como las relaciones con los miembros clave dentro del régimen de Primo de Rivera. 
Su presencia y llegada a la capital no pasaría desapercibida ni para las instituciones y organismos dedicados a la ciencia ni para la prensa. Consecuentemente, las informaciones sobre sus actividades en la capital así como la publicación de artículos de sus discípulos harían que su llegada a Madrid tuviese un gran eco.
En relación con sus contactos políticos, el exdiputado Juan Aragón, quien era amigo suyo, escribe un artículo sobre el Phonofilm en el diario madrileño La Libertad y celebra en su casa la primera exhibición de este invento. Además, el director de Comercio, Industria y Seguros César de Madariaga convencería, tras asistir a numerosas conferencias de De Forest, a Primo de Rivera de intervenir en una filmación con este nuevo sistema sonoro.

### Película con Primo de Rivera
Dicha película fue rodada por Lee de Forest, ayudado de Arno Merkel (operador que le acompañaba), el 21 de febrero de 1927 en los patios del Ministerio de Guerra en Madrid. 
La temática de esta película era la de un discurso dirigido tanto a presentes como ayudantes sobre las relaciones diplomáticas entre Estados Unidos y España, concluyendo el discurso con un elogio al "fonofilm" (nombre castellano que dieron al invento). 
En un principio Lee de Forest pensó alargar este fragmento de película a una serie protagonizada por diversos artistas y personalidades célebres, algo que no llegó a conseguirse.

### Proyecciones
Desde su llegada a España ofrecería 4 proyecciones de Fonofilm:
1. 21 de febrero de 1927 en el domicilio de Juan Aragón. A esta proyección acudieron únicamente 10 espectadores (Primo de Rivera, los ministros de Guerra y de Marina y el embajador de Cuba entre ellos). El programa estaba compuesto por cintas cortas con bailes y canciones (interpretadas por Concha Piquer), discursos de grandes personalidades cubanas, la llegada y salida de un tren y la visita a una granja.
2. Finales de febrero y principios de marzo de 1927: Demostraciones para la Familia Real y la prensa.
3. 6 de marzo de 1927: Proyección en Barcelona para la prensa de esta ciudad.

Al irse de España a mediados de marzo consiguió vender sus aparatos a Feliciano Manuel Vítores, Enrique Urazandi y Agustín Bellapart, industriales que constituyeron la asociación Hispano de Forest Fonofilm.